# Freddie Frith
Frederick Lee ("Freddie") Frith, OBE (Grimsby, 30 mei 1909 – aldaar, 24 mei 1988) was een Brits motorcoureur. Zijn beste jaar was het seizoen 1949, toen hij de allereerste wereldkampioen in de geschiedenis van de wegrace werd. 

## Carrière
Tijdens zijn actieve carrière stond Frith bekend om zijn elegante rijstijl. Hij won tweemaal de Europese titel, viermaal de Tourist Trophy, eenmaal de Manx Grand Prix en werd in 1949 de eerste wereldkampioen in de 350cc-klasse van het wereldkampioenschap wegrace. Na het seizoen 1949 beëindigde hij zijn actieve carrière.
Freddie Frith debuteerde al in 1930 in het "Manx Amateur Road Race Championship", dat juist in dat jaar zijn naam veranderde in "Manx Grand Prix". In de (wegrace 500 cc|500 cc) Senior Race viel hij uit, maar in de Junior Race finishte hij met een Velocette KTT Mk II als derde. In 1933 werd hij tweede in de Junior Race werd hij met een Norton tweede. Dat deed hij ook in de Senior Race van 1935 en hij won zelfs de Junior Race. Hij werd opgenomen in het fabrieksteam van Norton, waardoor hij met de door Walter Moore ontwikkelde Norton CS(enior)1 en Norton CJ(unior)1 kon aantreden in de TT van Man.
In 1936 won hij meteen de Junior TT en in 1937 de Senior TT. Daarbij reed hij de eerste ronde met een gemiddelde snelheid van 90 mijl per uur op de Snaefell Mountain Course op het eiland Man. In dat jaar werd hij ook Europees kampioen 350 cc op de Badberg-Viereck in Duitsland.

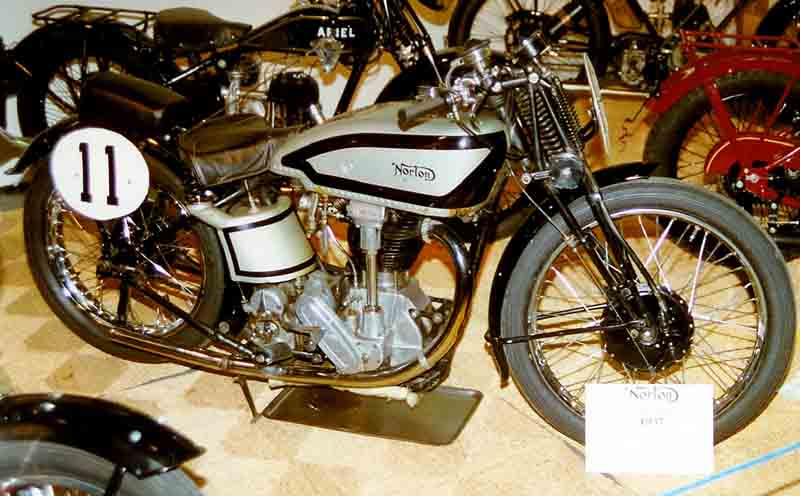
Norton M30 uit 1937, de voorloper van de Norton Manx.

Eind jaren dertig scoorde hij nog drie derde plaatsen. Tijdens de Tweede Wereldoorlog diende hij samen met fabriekscoureurs van Ariel, BSA en Matchless bij de "Infantry Driving & Maintenance School" in Keswick. Daar trainden ze motorordonnansen.
In 1947 werd de TT van Man weer opgestart, maar Frith miste die gelegenheid door een val met zijn Moto Guzzi Bicilindrica 500 in de training. In 1948 reed hij de Senior TT met een Triumph, maar hij werd fabrieksrijder voor Velocette, met enorm succes. Op het Clady Circuit in Noord-Ierland werd hij Europees kampioen 250 cc. 

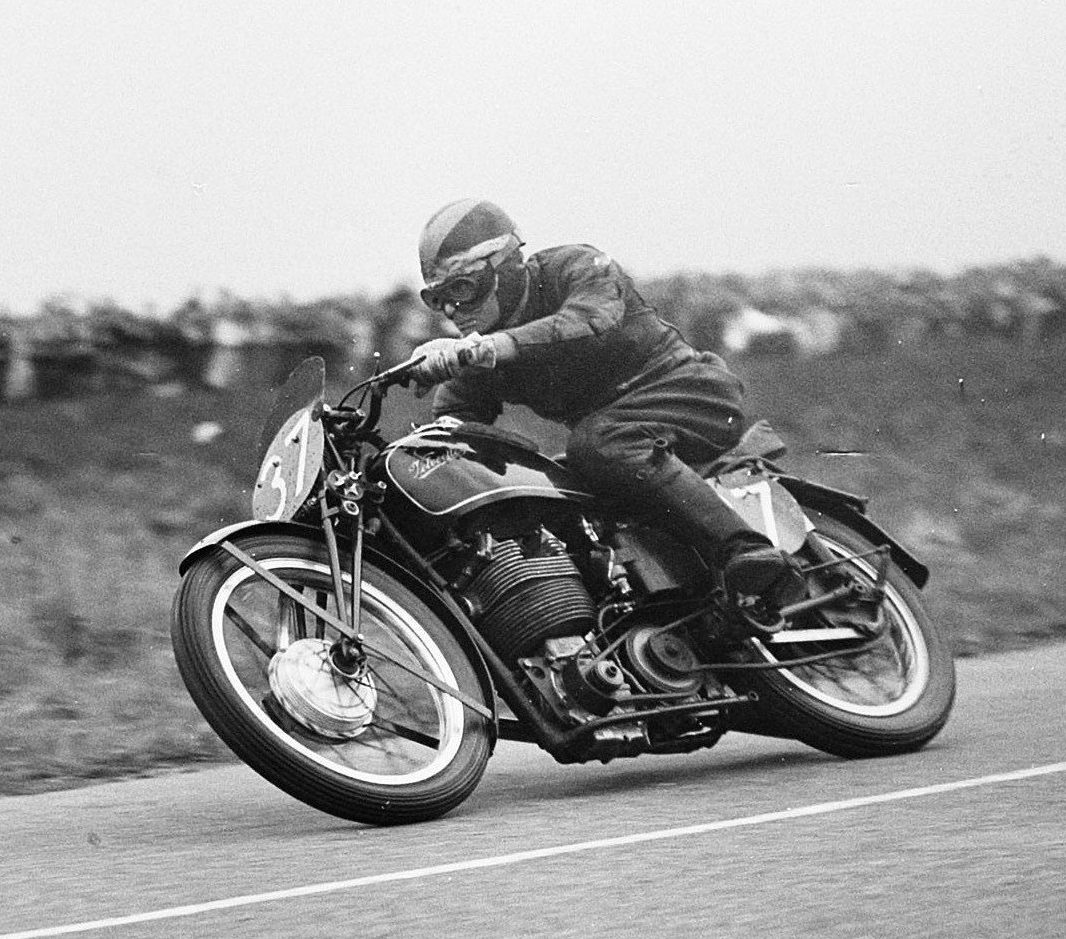
Freddie Frith op de 350 cc-Velocette KTT Mk VIII tijdens de TT van Assen in 1948

### Wereldkampioenschap wegrace
In het seizoen 1949 werd voor het eerst om het wereldkampioenschap wegrace gestreden. Frith won met zijn Velocette alle 350cc-races en reed ook overal de snelste ronde. Dat was belangrijk, want de snelste ronde leverde een extra punt op. De 350cc-klasse kende vijf races, waarvan er slechts drie telden. Per race waren maximaal 11 punten te verdienen. Op 9 juli 1949 won Freddie Frith zijn derde Grand Prix op rij en had hij het maximale puntenaantal van 33 al bereikt. Daarmee was hij de eerste wereldkampioen in de geschiedenis. 

## Puntentelling
Punten werden vergeven aan de vijf best geklasseerde coureurs met een extra punt voor de finisher met de snelste ronde. 
|         | 1e | 2e | 3e | 4e | 5e | snelste ronde |
| ------- | -- | -- | -- | -- | -- | ------------- |
| Punten: | 10 | 8  | 7  | 6  | 5  | 1             |

## Wereldkampioenschap wegrace resultaten
| Jaar | Klasse | Team                    | Motorfiets  | 1       | 2     | 3       | 4       | 5       | 6       | Punten    | Plaats | Overwinningen |
| ---- | ------ | ----------------------- | ----------- | ------- | ----- | ------- | ------- | ------- | ------- | --------- | ------ | ------------- |
| 1949 | 500 cc | Nigel Spring- Velocette | MT 500      | IOM DNF | ZWI 5 | NED DNF | BEL DNF | ULS DNS | NAT DNS | 5         | 11e    | 0             |
| 1949 | 350 cc | Nigel Spring- Velocette | KTT Mk VIII | IOM 1   | ZWI 1 | NED 1   | BEL 1   | ULS 1   |         | 33 (54,5) | 1e     | 5             |

(Races in cursief geven de snelste ronde aan, punten tussen haakjes zijn inclusief streepresultaten)

## Isle of Man TT resultaten
| Jaar | Klasse    | Team                   | Motorfiets       | Plaats | Punten |
| ---- | --------- | ---------------------- | ---------------- | ------ | ------ |
| 1936 | Senior TT | Norton                 | CS1              | 3      | NVT    |
| 1936 | Junior TT | Norton                 | CJ1              | 1      | NVT    |
| 1937 | Senior TT | Norton                 | CS1              | 1      | NVT    |
| 1937 | Junior TT | Norton                 | CJ1              | 2      | NVT    |
| 1938 | Senior TT | Norton                 | M30              | 3      | NVT    |
| 1938 | Junior TT | Norton                 | M40              | 3      | NVT    |
| 1939 | Senior TT | Norton                 | M30              | 3      | NVT    |
| 1939 | Junior TT | Norton                 | M40              | DNF    | NVT    |
| 1948 | Senior TT | Privé                  | Triumph T 100 GP | DNF    | NVT    |
| 1948 | Junior TT | Velocette              | KTT Mk VIII      | 1      | NVT    |
| 1949 | Senior TT | Nigel Spring-Velocette | MT 500           | DNF    | 0      |
| 1949 | Junior TT | Nigel Spring-Velocette | KTT Mk VIII      | 1      | 10+1   |